# Vládní obvod Düsseldorf
Vládní obvod Düsseldorf (německy Regierungsbezirk Düsseldorf) je jeden z pěti vládních obvodů spolkové země Severní Porýní-Vestfálsko v Německu. Nachází se zde deset městských okresů a pět zemských okresů. Hlavním městem je Düsseldorf. V roce 2021 zde žilo 5 197 679 obyvatel.

## Městské okresy
1. Duisburg
2. Düsseldorf
3. Essen
4. Krefeld
5. Mönchengladbach
6. Mülheim an der Ruhr
7. Oberhausen
8. Remscheid
9. Solingen
10. Wuppertal

## Zemské okresy
1. Kleve
2. Mettmann
3. Rýn-Neuss (Rhein-Kreis Neuss)
4. Viersen
5. Wesel